# Червената звезда
„Червената звезда“ (на руски: Красная звезда) е роман на руския писател и политически философ Александър Богданов, публикуван през 1908 година.
Книгата е научнофантастична утопия, описваща комунистическо общество на Марс. Богданов, който е активен болшевик, използва текста като популярно представяне на своята политическа философия във времето непосредствено след Революцията от 1905 година.
„Червената звезда“ е издаден на български през 1930 година в превод (от есперанто) на Любомир Огнянов и отново през 1984 година в превод на Росица Бърдарска като част от поредицата Библиотека „Галактика“.